# Église Saint-Christophe de Champlitte
Pour les articles homonymes, voir Église Saint-Christophe et Saint-Christophe.
L'église Saint-Christophe est une église catholique située à Champlitte, en France.

## Localisation
L'église est située sur la commune de Champlitte, dans le département français de la Haute-Saône.
L'église est située derrière le Château et la mairie du bourg.

## Historique
En 1439, le pape Eugène IV donne une bulle par laquelle, à la demande d'Antoine de Vergy, seigneur de Champlitte, il érige en église collégiale la chapelle de Saint-Christophe à Champlitte. Cette demande d'Antoine de Vergy est probablement due à un vœu qu'il a fait après avoir été prisonnier après l'assassinat de Jean Ier de Bourgogne. La collégiale est construite en 1439. Antoine de Vergy a été inhumé dans la collégiale.
L'église est reconstruite plusieurs fois au XVIIIe siècle. D'abord le chœur sur les plans de Claude-Antoine Aillet, puis la nef, probablement sur les plans de l'architecte Devôge, en 1735-1740. Mais l'église est de nouveau considérée comme étant en mauvais état à la fin du XVIIIe siècle et l'évêque décide de l'interdire.
Une reconstruction est entreprise en 1791, sur le même emplacement, avec les plans de l'architecte Jean-Antoine Guyet. Elle est interrompue par la Révolution. 

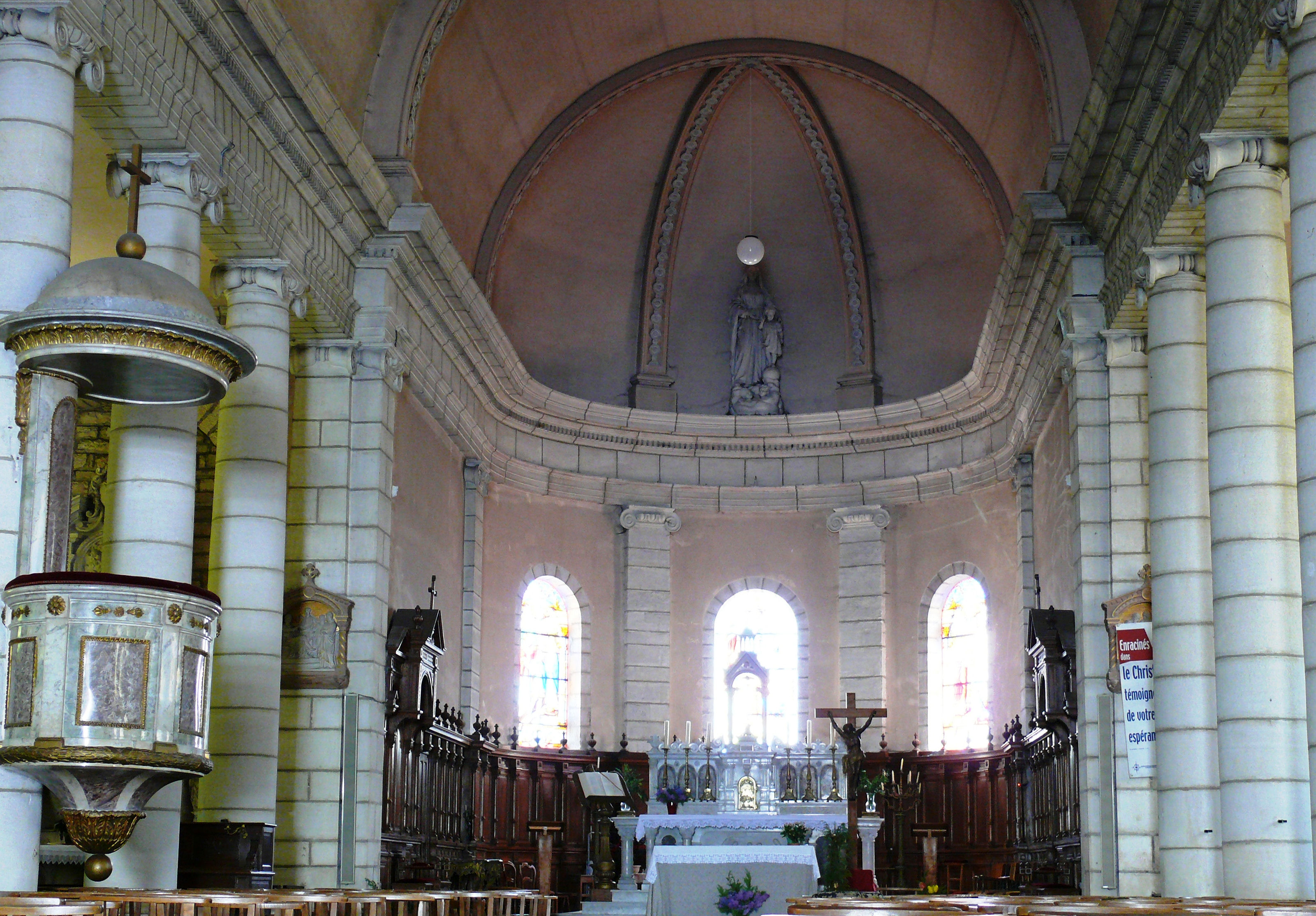
La nef

Jean-Claude Disqueux, architecte à Gray, présente un nouveau projet. La reconstruction est réalisée entre 1817 à 1823 avec son clocher "à l’impérial" haut de 80 m.
Dans la nuit du 2 octobre 1888, vers une heure du matin, un incendie se déclare dans la sacristie droite. Cet incendie détruit, entre autres, le toit et le clocher de l'église. Un clocher "provisoire" est construit. Celui-ci devait être remplacé par un nouveau clocher comtois (ou à l'impérial) dès que les finances de la ville le permettraient mais, en 2020, ce clocher provisoire n'a toujours pas été remplacé.
Le peintre Alfred Giess a réalisé la fresque du martyre de Saint-Christophe dans la chapelle Saint-Christophe de l'église Saint-Christophe, entre 1947 et 1952. Le sculpteur Félix Joffre a aussi travaillé dans cette chapelle.
La nef est décorée de plusieurs vitraux dont certains sont signés de Ch. Champigneulle, 1923.

## Protection
Elle est inscrite au titre des monuments historiques en 2009.

## Prêtres
Charles Ravry jusqu'en 2010 (approximatif)
Léon Gigon (2010 - 2017)
Laurent Bretillot (2017 - 2020)
Pierre BERGIER (depuis 2020)